# Tatjana Karumnaitė
Tatjana Karumnaitė, coniugata Šadzevičienė (Andrioniškis, 16 gennaio 1920 – Kaunas, 27 agosto 2002), è stata una cestista lituana.

## Carriera
Con la Lituania ha disputato i Campionati europei del 1938.